# 目黒区立油面小学校
目黒区立油面小学校（めぐろくりつ あぶらめんしょうがっこう）は、東京都目黒区にある公立小学校。

## 概要
1924年創立の歴史の長い小学校である。児童数は510人（2023年4月1日時点）。
目黒区の取り組みである「40分授業午前5時間制」を採用する小学校のひとつであり、午前中に5コマの授業を行い、午後は短時間の学習タイムと6時間目が実施される。

### 校歌
- 作詞：土岐善麿[4]
- 作曲：大塚淳[4]

## 沿革
「沿革」（油面小学校ホームページ）を参照。
- 1924年（大正13年）12月5日 - 設立[1]。
- 1925年（大正14年） - 校舎が建てられる。東京府荏原郡油面小学校と校名決定。
- 1930年（昭和5年） - 校旗ができる。
- 1931年（昭和6年） - 五本木小学校開校により、学区の一部を分離。
- 1933年（昭和8年） - 体育館が完成する。
- 1935年（昭和10年） - 開校十周年記念式典挙行。
- 1938年（昭和13年） - プール（15m×7m）が完成する。
- 1940年（昭和15年） - 不動小学校を分離する。
- 1941年（昭和16年） - 国民学校令により、東京市油面国民学校と改称。
- 1944年（昭和19年） - 戦局の悪化により、山梨県の日下部・石和・甲府に学童疎開する。
- 1945年（昭和20年） - 空襲で校舎が全焼する。中目黒小の校舎を借りて授業が開始。終戦により、集団疎開から東京に帰る。
- 1947年（昭和22年） - 学制改革により、目黒区立油面小学校と改称。
- 1948年（昭和23年） - 全学年が油面小学校で学習できるようになる。
- 1953年（昭和28年） - 火災で北側校舎が焼ける。
- 1955年（昭和30年） - 開校30周年記念式典挙行。
- 1962年（昭和37年） - 現在の体育館が完成する。
- 1963年（昭和38年） - わかたけ学級開級。
- 1965年（昭和40年） - 開校40周年記念式典挙行。
- 1969年（昭和44年） - 給食調理室が完成する。
- 1973年（昭和48年） - 鉄筋校舎が完成する。
- 1974年（昭和49年） - 現在の校舎が完成。
- 1975年（昭和50年） - 開校50周年記念式典挙行。わかたけ学級校舎が完成する。プールが改築される。
- 1976年（昭和51年） - 岩石園が完成する。
- 1980年（昭和55年） - 特別活動室、音楽室が増設される。
- 1985年（昭和60年） - 開校60周年式典挙行。
- 1990年（平成2年） - 校庭にスプリンクラーが設置される。
- 1992年（平成4年） - エレベーターとトイレ（身体障害者用）ができる。
- 1994年（平成6年） - 飼育小屋が設置される。
- 1995年（平成7年） - 開校70周年記念式典挙行。
- 1997年（平成9年） - 災害時用井戸が設置される。
- 1999年（平成11年） - 守屋教育会館と郷土資料室が設置される。災害時防災倉庫が設置される。
- 2001年（平成13年） - ビオトープが完成する。
- 2002年（平成14年） - 全教室にクーラーが設置される。
- 2003年（平成15年） - 耐震補強工事に入る。
- 2005年（平成17年） - 開校80周年記念式典挙行。
- 2007年（平成19年） - コンピュータルームに新しいパソコンが導入される。
- 2008年（平成20年） - 全特別教室にクーラーが設置される。
- 2009年（平成21年） - 校庭改良工事完了。
- 2013年（平成25年） - わかたけ学級50周年。
- 2015年（平成27年） - 開校90周年。
- 2018年（平成30年）
  - 9月 - 体育館の床を張り替える。
  - 10月 - 本校内に学童保育クラブ開設[6]。
- 2020年（令和2年） - 新型コロナウイルス感染症対策のため臨時休業の措置が採られる。西側トイレ改修工事が行われ、トイレ環境工事が完了する。開校95周年記念集会が開催される。
- 2021年（令和3年） - 校庭の人工芝改良工事が行われる。教室の冷暖房器工事が行われる。

## 学区
- 目黒4丁目（全域）
- 中目黒5丁目（8番～21番）
- 中町1丁目（全域）
- 中町2丁目（1番～44番）

## アクセス
- 東急バス「黒06」系統で、「大塚山」停留所から、徒歩約340m・約5分。
  - なお、「黒01」・「黒02」・「黒07」・「渋41」・「渋42」・「渋43」・「渋72」・「東98」の各系統で、「目黒消防署」停留所からも、アクセス可能。
- 東急電鉄東横線祐天寺駅から、徒歩約1.2km・約18分。

## 周辺
- 社会福祉法人ちとせ交友会油面ちとせ保育園 - 敷地が隣接、かつ進学前保育園のひとつ。なお、油面ちとせ保育園の所在地は、中町1丁目5番5号（本校は中町1丁目5番4号）。
- セブンイレブン油面店 - 油面地蔵通り（目黒区道）をはさんで、校門の目の前。
- 目黒区立油面公園
- 目黒区営中町一丁目アパート - 敷地が隣接。
- 目黒区役所油面住区センター
- このほか、目黒区営中町一丁目アパート以外のマンション・アパートも点在する。

## 著名な出身者
- 松山吉三郎 - 騎手、調教師（油面尋常小学校卒業）
- 向田邦子 - 脚本家、エッセイスト、小説家（油面尋常小学校に一時期通った）